# Bách xù

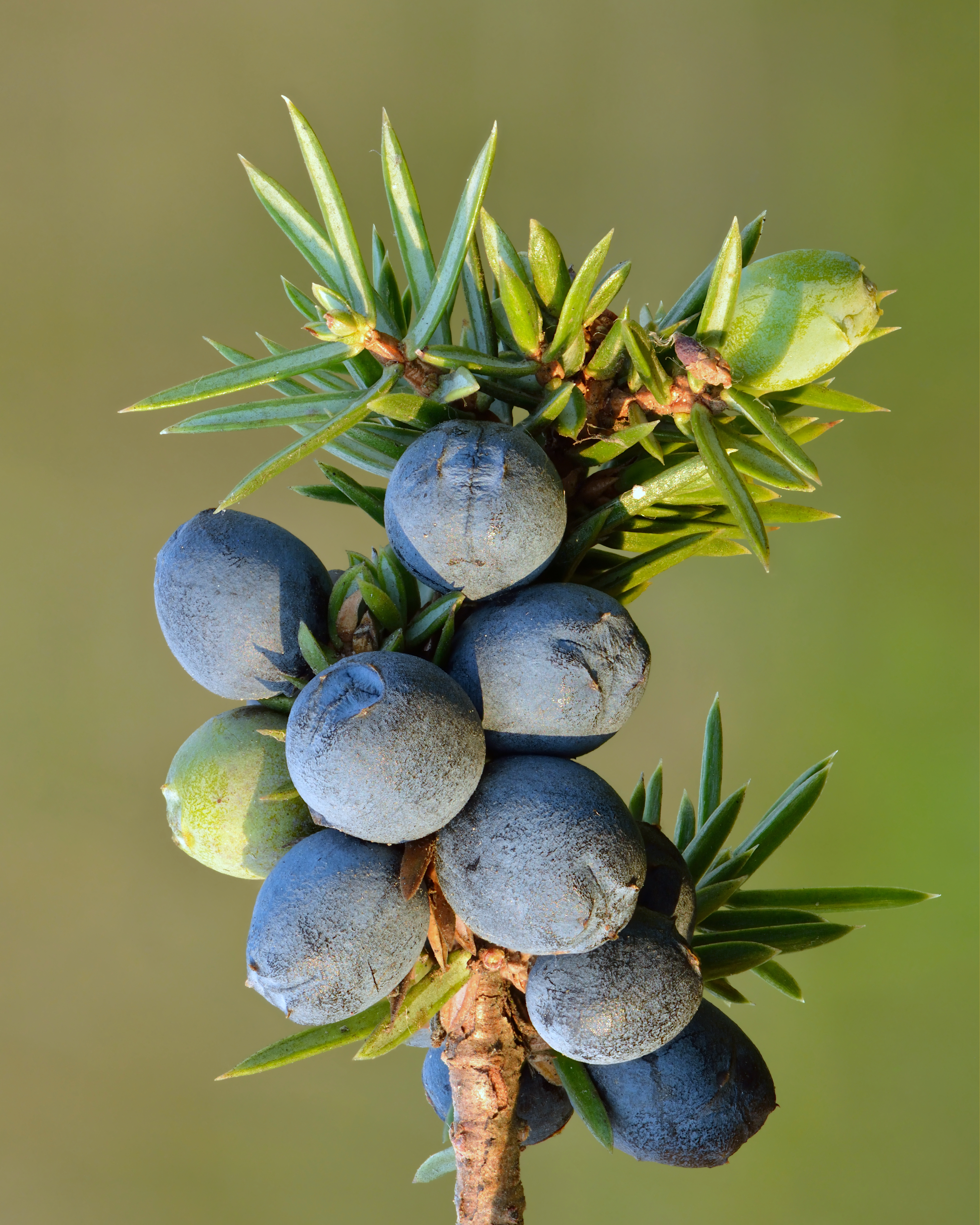
Bách xù thực chất là quả nón biến đổi.

Bách xù là nón hạt cái mọc ra từ nhiều loài cây bách xù khác nhau. Đây không phải là quả mọng thực sự mà là một nón với lớp vảy thịt và hợp nhất bất thường gọi là galbulus, tạo nên hình dạng giống như quả mọng. Quả nón của một số loài, đặc biệt là Juniperus communis, được dùng làm gia vị, đặc biệt là trong ẩm thực châu Âu, và cũng đem đến hương vị đặc trưng cho rượu gin. Bách xù là một trong số ít loại gia vị có nguồn gốc từ cây lá kim, cùng với nụ vân sam.